# Левенгаупт, Каролина
Каролина (Каролина Юлиана Анна Ульрика) Левенгаупт (швед. Caroline (Karolina Juliana Anna Ulrika) Lewenhaupt; 1754, Оберброн—1826, Линчёпинг) — шведская придворная дама, поэтесса и любительская актриса.

## Биография
Каролина Левенгаупт была дочерью графа Адама Левенгаупта и Каролины Кристины Анны Луизы Синклер. Она вышла замуж за своего двоюродного брата графа Карла Эмиля Левенгаупта в Страсбурге в 1778 году. Она выросла во Франции и описывалась как остроумная, образованная и весёлая .

### Правление Густава III
Каролина Левенгаупт сделала долгую карьеру при шведском королевском дворе. Она служила фрейлиной (швед. hovfröken) у королевы Софии Магдалены в 1771—1774 годах и камер-фрейлиной (швед. kammarfröken) у принцессы Шарлотты в 1774—1776 годах до её замужества.
С 1781 по 1795 год она служила статс-дамой (швед. statsfru) у королевы Софии Магдалены. Каролина Левенгаупт считалась подходящей в роли утешительницы сдержанной королевы Софии Магдалены, и, по слухам, ей очень нравилась. Она присутствовала при смерти королевы в 1813 году.
Каролина Левенгаупт занимала важное место в знаменитом любительском театре при королевском дворе шведского короля Густава III. На рождество 1775 года в замке Грипсхольм монарх основал театральное общество для организации популярного любительского театра при королевском дворе. Председателем или «Великой хозяйкой» театрального общества была назначена Каролина Левенгаупт, а официальным поэтом и оратором — Юхан Габриэль Оксеншерна. Среди самых известных актёров любительского театра Густава III назывались Каролина Левенгаупт, Карл фон Ферзен, Хедвиг Ульрика Делагарди, Нильс Барк, Мария Аурора Уггла, Отто Якоб фон Мантеуффель Зёге, Брор Седерстрём и сёстры Улла фон Хепкен и Августа Лёвенхильм.
Левенхаупт и Уггла считались примадоннами любительского театра и часто исполняли главные роли. Например, 7 января 1776 года она сыграла роль графини в «La Gageuse» с Густавом III в роли полковника. По словам Фредрика Спарре, французский посол утверждал, что эта роль Левенгаупт не могла быть исполнена лучше ни в одном театре Парижа.

### Позднейшая придворная служба
С января по июнь 1811 года она служила обер-гофмейстериной (швед. överhovmästarinna) у кронпринцессы Дезире Клари и приветствовала её по прибытии той в Швецию в компании фрейлины (швед. hovfröken) Марианы Коскулль. Её отношения с кронпринцессой были не очень хорошими, и, по слухам, Элиза ла Флотт успешно провоцировала Дезире на придирки к Левенгаупт, стремясь заменить её на её должности. Задача Левенгаупт состояла в том, чтобы консультировать Дезире по вопросам этикета, которые кронпринцесса не любила и к которым не желала привыкать. Кроме того, существовали трения по поводу происхождения. Когда Каролина Левенгаупт представила своих дочерей Дезире и назвала их статус графинь Священной Римской империи, Дезире заметила: «Мадам, я не забываю, что я дочь торговца». Конфликт закончился, когда кронпринц добился назначения ла Флотт заместительницей Левенгаупт. Каролина Левенгаупт осталась в Швеции, когда Дезире уехала во Францию в 1811 году и не возвращалась обратно в течение 11 лет.
В 1818 году Каролина Левенгаупт сменила Кристину Шарлотт Стирнельд на должности обер-гофмейстерины (швед. överhovmästarinna) при королеве Гедвиге Елизавете Шарлотте. Однако, позднее в том же году королева овдовела, и Левенгаупт была заменена Шарлоттой Ауророй де Гер.
В 1823 году её снова призвали на должность главы двора королевы после возвращения Дезире Клари, к тому времени королевы, которая отсутствовала в Швеции в течение 11 лет. Она получила эту должность вновь по формальным причинам, так как в прошлом занимала её. У неё с королевой как и в прошлом не складывались отношения и Левенгаупт была заменена в итоге на Марсель Таше де ла Пажери.

### Сочинительство
Каролина Левенгаупт также активно занималась сочинительством. Она написала множество стихотворных текстов, которые читала в различных случаях при дворе.